# فرنسيس فرنسيس
فرنسيس فرنسيس (بالإنجليزية: Francis Francis)‏ (15 سبتمبر 1852 في المملكة المتحدة - 18 يناير 1926 في المملكة المتحدة) هو لاعب كريكت بريطاني (وحمل سابقاً جنسية المملكة المتحدة لبريطانيا العظمى وأيرلندا). لعب مع نادي مقاطعة ميدلسكس للكريكت ‏.

## وصلات خارجية
- فرنسيس فرنسيس على موقع إي آس بي آن كريك إنفو (الإنجليزية)